# ملكة جمال العالم 1995
ملكة جمال العالم عام 1995 هي مسابقة ملكة جمال العالم الخامسة والأربعين في تاريخ مسابقة ملكة جمال العالم منذ انطلاقتها عام 1951، عقدت مسابقة في 18 نوفمبر 1995 للعام الرابع على التوالي في مركز صن سيتي الترفيهي في صن سيتي، جنوب أفريقيا. اجتذبت مسابقة 84 مندوبة. استضاف المسابقة كل من ريتشارد ستينميتز وجيف تراكتا وبوبي إيكس وشاركت أيضًا عارضات الأزياء ليندا إيفانجليستا وبيفرلي بيل وبروس فورسيث اللتان قدمتا عروضًا. بصرف النظر عن صن سيتي ؛ استضافت دبي والإمارات العربية المتحدة وجزر القمر بعض شرائح العرض. وكان الفائز هو جاكلين أغيليرا من فنزويلا. كانت تتوج ملكة جمال العالم 1994 ، ايشواريا راي من الهند.

## النتائج

### المراكز النهائية
| النتائج النهائية      | المتنافسة |
| --------------------- | --- |
| ملكة جمال العالم 1995 | - فنزويلا - جاكلين أغيليرا |
| الوصيفة الأولى        | - كرواتيا - أنيكا مارتينوفيتش |
| الوصيفة الثانية       | - ترينيداد وتوباغو - ميشيل خان |
| أفضل 5                | - إسرائيل - ميري بوهادانا - كوريا - تشوي يون يونغ                                                                                              |
| أفضل 10               | - أستراليا - ميليسا بورتر - بوليفيا - كارلا مورون - بلغاريا - يفغينيا كالكندزيفا - المكسيك - أليخاندرا كوينتيرو - جنوب أفريقيا - بيرنيل دانييل |

### ملكات الجمال القارية
| المجموعة القارية | المتسابقة                      |
| ---------------- | ------------------------------ |
| أفريقيا          | - جنوب أفريقيا - بيرنيل دانييل |
| الأمريكتان       | - فنزويلا - جاكلين اغيليرا     |
| آسيا وأوقيانوسيا | - كوريا - تشوي يون يونغ        |
| الكاريبي         | - ترينيداد وتوباغو - ميشيل خان |
| أوروبا           | - كرواتيا - أنيكا مارتينوفيتش  |

## المتسابقات
- الأرجنتين - ماريا لورينا جنسن
- أروبا - تيسا بيترز
- أستراليا - ميليسا بورتر
- النمسا - إليزابيث أونفريد
- البهاما - لوليتا ماري سميث
- بنغلاديش - ياسمين بلقيس ساث
- باربادوس - راشي هولدر
- بلجيكا - فيرونيك دي كوك
- برمودا - رينيتا مينورز
- بوليفيا - كارلا باتريشيا مورون بينيا
- بوتسوانا - مونيكا سوموليكا
- البرازيل - إليساندرا كريستينا دارتورا
- جزر العذراء البريطانية - تشاندي تروت
- بلغاريا - يفغينيا كالكانجيفا
- كندا - أليسا لينكي
- جزر كايمان - تاشا إيبانكس
- تشيلي - تونكا توميتشيتش بيتريتش
- كولومبيا - ديانا ماريا فيغيروا كاستيلانوس
- كوستاريكا - شاسلينج نافارو أغيلار
- كرواتيا - أنيكا مارتينوفيتش
- كوراساو - دانيك ريغاليس
- قبرص - إيزابيلا جيورجالو
- جمهورية التشيك - كاترينا كاسالوفا
- الدنمارك - تاين باي
- جمهورية الدومينيكان - باتريشيا بايونت روبلز
- الإكوادور - آنا فابيولا تروجيلو باركر
- إستونيا - ماري لين بوم
- فنلندا - تيرهي كويفيستو
- فرنسا - هيلين لانتوان
- ألمانيا - إيزابيل براور
- غانا - مانويلا ميدي
- جبل طارق - مونيك كيارا
- اليونان - ماريا بوزيكي
- غوام - جويلين مونيوز
- غواتيمالا - سارة إليزابيث ساندوفال فيلاتورو
- هولندا - ديدي شاكمان
- هونغ كونغ - شيرلي تشاو يوين يي
- المجر - إلديكو فاينبيرجين
- الهند - بريتي مانكوتيا
- أيرلندا - جوان بلاك
- إسرائيل - ميري بوهادانا
- إيطاليا - روزانا سانتولي
- جامايكا - إيماني دنكان
- اليابان - ماري كوبو
- كوريا الجنوبية - تشوي يون يونغ
- لاتفيا - إيفا ميلينا
- لبنان - جوليا سوري
- ليتوانيا - غابرييل بارتكوت
- ماكاو - جيرالدينا ماديرا دا سيلفا بيدروكو
- ماليزيا - تريسي لو إي بينغ
- المكسيك - أليخاندرا كوينتيرو فيلاسكو
- نيوزيلندا - سارة برادي
- النرويج - إنغر ليز إبلتوفت
- بنما - ماريسيلا مورينو مونتيرو
- باراغواي - باتريشيا سيرافيني جيوجيجان
- بيرو - باولا ديليبيان جيانوتي
- الفلبين - ريهام سنو تاغو
- بولندا - إيوا إيزابيلا تيليكا
- البرتغال - سوزانا ليتاو روبالو
- بورتوريكو - ساني كوينونيس لاراكويرتي
- رومانيا - دانا ديليا بينتيلي
- روسيا - إيلينا بازينا
- سيشل - شيرلي لو مينج
- سنغافورة - جاكلين تشيو
- سلوفاكيا - زوزانا سباتينوفا
- سلوفينيا - تيا بوشكين
- جنوب أفريقيا - بيرنيلي دانييل
- إسبانيا - كانديلاريا رودريغيز باتشيكو
- سوازيلاند - ماندي سولوس
- السويد - جانيت منى هاسيل
- سويسرا - ستيفاني بيرغر
- تاهيتي - تيميري بودري
- تايوان - هسو تشون تشون
- تنزانيا - إميلي أدولف فريد
- تايلاند - ياسمين ليوتامورنواتانا
- ترينيداد وتوباغو - ميشيل خان
- تركيا - ديميت سينير
- أوكرانيا - ناتاليا شفاتشي
- المملكة المتحدة - شونا ماري جان
- الولايات المتحدة - جيل أنكودا
- فنزويلا - جاكلين ماريا أغيليرا ماركانو
- جزر العذراء الأمريكية - روشيني نيبس
- زامبيا - ميريانا بوجيسيتش
- زمبابوي - ديون بست

## الروابط الخارجية
- موقع ملكة جمال العالم الرسمي